# 바베트

짙은 분홍색 부분이 장갑 부분이고, 그중 포탑 아래 부분의 엷은 회색의 원통부가 바베트 부분

바베트(barbette)는 주로 군함 탑재용 포대 구조의 한 종류로, 상갑판에 돌출된 원통형의 장갑 부분을 가리킨다. 그 꼭대기에 대포가 설치된다. 주포와 일부 부포로 사용되었다.
현대의 포탑식 군함은 바베트 부에 포탑의 회전 부분이 설치된다.
바베트의 내부에는 엘리베이터 모양의 양탄통 등 탄약고에서 포탄과 장약을 올려 장전하기 위한 설비가 보호되고 있다. 바베트는 내부에 탄약이 있는 관계로 피탄 당했을 경우의 위험도가 높기 때문에 현측의 수직장갑, 갑판의 수평장갑과 함께 전함의 장갑이 중요해 진다.

## 노포탑

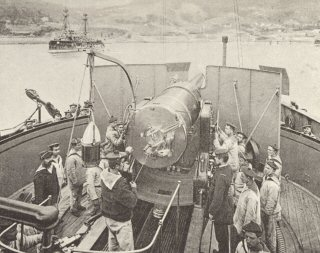
프랑스 해군의 장갑함 르두타블의 노포탑. 대포와 포 사수를 둘러싼 고리가 바베트의 상단

노포탑(露砲塔)은 화포의 기부(장전기구와 선회, 부앙각 기구)보다 위가 바베트에서 노출되는 형식을 말한다. 수평 방향에서의 포격을 받았을 때, 화포의 기부만 바베트 의한 장갑으로 보호된다. 현재의 포탑 형식과는 달리 완전한 포탑은 되어 있지 않았다. 19세기 후반의 장갑함 등에 등장했다. 탄약 장전은 포를 최대로 높인 각도에 한했다.
이 시대의 함포는 현재와 달리 직접 조준하여 수평 탄도로 쏘았고, 방어도 포의 사수를 보호하기 위해 포 부분의 기부만 했고, 수평 방향 이외의 위협은 고려조차 되지 않았다. 기부 위쪽은 고려조차 되지 않은 노천식 또는 명중탄 파편(스프린터)에 대한 방어가 될 정도의 장갑으로 만든 그릇 모양의 지붕(후드)을 붙였다.
그러나 점차 파편의 위협이 증가하고, 대포의 사거리가 늘어나 포탄의 낙하 각도가 커지고 포 상부의 방어가 필수적이 되면서 본격적인 포탑으로 바뀌어 갔다.
노포탑을 주요 병장기로 삼은 군함을 ‘바베트 함’이나 ‘노포탑 함’이라고 불렀다. 프랑스 해군의 장갑함 ‘르두타블’과 영국 해군의 전노급 전함 ‘로열사브린급 전함’ 등의 전함이 노천식이었다. 청나라 해군의 ‘정원급 전함’과 이탈리아 해군의 ‘듀일리오급 전함’은 후드 방식이었다.
비슷한 포탑 형식으로 ‘은폐식 포탑’이 있었다. 이것은 장전 시에는 바베트 내부에 포가 숨어 있다가 사격 때에만 포가 올라오는 형식으로 포탑이 노포탑과는 구별되어 있다. 무게가 늘어나는 형식이기 때문에 선박에서의 채용된 사례가 거의 없었고, 요새용  포가에 흔히 볼 수 있는 형식이었다.

## 같이 보기
- 포탑